# Niphargus cornicolanus
Niphargus cornicolanus (Iannilli & Vigna Taglianti, 2005) è un piccolo crostaceo anfipode d'acqua dolce della famiglia Niphargidae.
È stato trovato solo nel Pozzo del Merro, una dolina carsica situata all'interno della Riserva Naturale della Macchia di Gattaceca e Macchia del Barco nel comune di Sant'Angelo Romano tra i Monti Cornicolani, da cui prende il nome la specie.

## Descrizione
Le sue dimensioni possono raggiungere i 15-20 mm. Le antenne raggiungono il centro del corpo, i primi gnatopodi sono piccoli mentre i secondi sono molto più grandi, e mostrano un prominente lobo posteriore palmare. La mascella ha una piastra esterna multidentata e una piastra interna con setole. I pereiopodi sono lunghi, con un lobo postero ventrale arrotondato. I margini posteriori del metasoma presentano setole e spine. Il telson è profondamente inciso, con spine apicali e laterali. L'urosomite 1 ha due spine su ogni lato, l'urosomite 2 ha tre spine su ogni lato, l'urosomite 3 è liscio e porta solamente una spina vicino alla base del peduncolo dell'uropodio 1. 
La specie assomiglia molto al Niphargus parenzani e al Niphargus patrizii.

## Biologia
Come tutti i crostacei del genere Niphargus, anche questa specie è cavernicola e vive in acque sotterranee profonde. Gli esemplari sono stati trovati a più di 40 m di profondità.
Grazie alle lunghe antenne riescono a raccogliere le particelle di cibo nell'acqua.

## Distribuzione e habitat

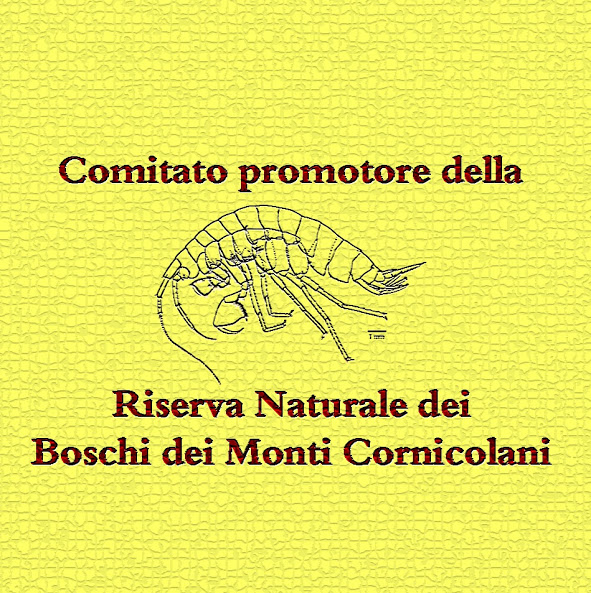
Lo stemma del Comitato promotore per la Riserva Naturale dei Boschi dei Monti Cornicolani raffigura un Niphargus cornicolanus, specie endemica dell'area protetta.

Il Niphargus cornicolanus è una specie endemica dei Monti Cornicolani, rilievi montuosi a nord-est di Roma caratterizzati da doline carsiche: in particolare è stata individuata nel Pozzo del Merro (il più profondo del mondo) e in cavità limitrofe, come il Pozzo Sventatoio.
Recentemente è stato trovato anche nella vicina conca reatina.

## Tassonomia
Inizialmente la specie era stata descritta come Niphargus prope orcinus, poiché l'esemplare catturato era solo una femmina ed era confusa con la specie affine di Niphargus parenzani. Dopo diverse analisi dovute alla cattura di più esemplari hanno permesso gli studiosi di descrivere la nuova specie.